# Хольцминден (район)
Хольцминден (нем. Holzminden) — район в Германии. Центр района — город Хольцминден. Район входит в землю Нижняя Саксония. Занимает площадь 692,48 км². Население — 77 918 чел. Плотность населения — 112,5 человек/км².
Официальный код района — 03 2 55.
Район подразделяется на 32 общины.

## Города и общины
1. Деллигзен (8 853)
2. Хольцминден (20 856)

### Управление Беферн
1. Беферн (4 311)
2. Гольмбах (1 036)
3. Холенберг (502)
4. Негенборн (775)

### УправлениеБоденвердер
1. Боденвердер (6 089)
2. Халле (1 743)
3. Хелен (Нижняя Саксония) (2 157)
4. Хайен (530)
5. Кирхбрак (1 163)
6. Пегесторф (505)

### УправлениеБофцен
1. Бофцен (2 967)
2. Деренталь (741)
3. Фюрстенберг (1 284)
4. Лауэнфёрде (2 679)

### УправлениеЭшерсхаузен
1. Дильмиссен (823)
2. Аймен (1 110)
3. Эшерсхаузен (3 793)
4. Хольцен (681)
5. Люэрдиссен (484)

### УправлениеПолле
1. Брефёрде (771)
2. Хайнзен (979)
3. Оттенштайн (1 277)
4. Полле (1 203)
5. Фальбрух (544)

### УправлениеШтадтольдендорф
1. Архольцен (447)
2. Дензен (1 576)
3. Хайнаде (1 038)
4. Ленне (726)
5. Штадтольдендорф (5 986)
6. Вангельнштедт (668)